# Friedrich Immanuel Niethammer

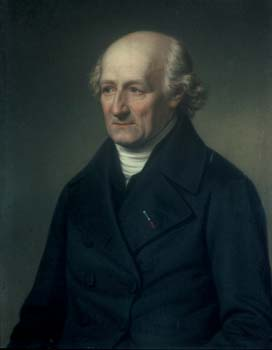
Friedrich Immanuel Niethammer, óleo conservado en la Academia de Ciencias de Baviera.

Friedrich Philipp Immanuel Niethammer (Beilstein, Wurttemberg, 1766–Múnich, 1848), posteriormente llamado Ritter von Niethammer, al ser nombrado caballero (Ritter en alemán), fue un teólogo, filósofo y reformador de la educación luterano alemán.
A partir de 1790 estudió en Jena la filosofía de Immanuel Kant, teniendo como maestro a Karl Leonhard Reinhold. Lector de filosofía en la misma universidad a partir de 1794, de 1797 en adelante publicó con Johann Gottlieb Fichte el Philosophische Journal, con el que en 1798 entró en la disputa sobre el ateísmo provocada en sus página por él y Friedrich Karl Forberg. En 1795 publicó Über Religion als Wissenschaft zur Bestimmung des Inhalts der Religionen und der Behandlungsart ihrer Urkunden, sobre las relaciones entre la religión y la ciencia. En 1804 pasó a Würzburg, donde también asumió el cargo de pastor de la comunidad protestante, y en 1807 se trasladó a Múnich, donde ocupó un cargo en la comisión encargada de la reforma del sistema educativo protestante, en cuyo contexto surgió el concepto del humanismo derivado de la humanitas ciceroniana.
En 1808 publicó un libro titulado Der Streit des Philanthropinismus und des Humanismus in der Theorie des Erziehungs-Unterrichts unsrer Zeit (que podría traducirse por La polémica entre el Philantropinismo y el Humanismo en la teoría de la enseñanza y de la educación de nuestro tiempo), que era una reacción frente al filantropinismo, un concepto educativo que se desarrolló durante la era de la Ilustración. El filantropinismo valoraba la educación física y práctica, y rechazaba en gran parte el aprendizaje de los clásicos. Niethammer estuvo de acuerdo con los filantropinistas en que una medida de autonomía era importante en la educación, pero su filosofía de la enseñanza era demasiado extrema. Creía que el sentido cívico y la civilidad eran vitales en la educación de un niño, e hizo esfuerzos para combinar lo mejor del filantropinismo con lo mejor del "humanismo".